# Out of Blue - Indagine pericolosa
Out of Blue - Indagine pericolosa (Out of Blue) è un film del 2018 scritto e diretto da Carol Morley, con protagonisti Patricia Clarkson, Toby Jones, James Caan e Jacki Weaver.

## Trama
La detective della omicidi Mike Hoolihan è chiamata ad investigare sull'assassinio della nota astrofisica ed esperta di buchi neri Jennifer Rockwell, ma finisce per esserne troppo coinvolta.